# 克利夫·伯顿
克利夫·伯顿（英語：Clifford Lee "Cliff" Burton，1962年2月10日—1986年9月27日）是一位美国音乐家，重金属乐队金屬製品的第二任贝斯手。克利夫于1982年加入了金屬製品，并录制其首张音乐专辑《殺無赦》。另两张专辑《風馳電掣》和《傀儡之王》在市场上均获得重大成功且颇受好评。克利夫因为尝试“主奏貝斯”而出名，即让貝斯除承担乐队的和声以及节奏的角色之外，还承担旋律及独奏的角色。1986年9月27日，金屬製品在瑞典南部巡迴表演时乘坐的巴士专车发生重大车祸，克利夫不幸遇难。2009年4月4日，和金屬製品一起被选入摇滚名人堂。

## 早期生活
1962年2月10日，克利夫出生于美国加利福尼亚州，有一个哥哥一个姐姐。他对音乐很感兴趣，13岁时哥哥去世，他开始学习电贝斯。父母援引他的话说：“我要替我的哥哥成为最好的贝斯手”。

## 职业生涯
1982年秋，由於金屬製品想要物色更有才華的貝斯手，拉爾斯·烏爾里希和詹姆斯·海特菲爾德到洛杉磯威士忌搖擺舞酒吧看演出，當時表演的是創傷樂團。他們聽到一段狂野的「娃娃音」獨奏，原本以為是某個厲害的吉他手在玩，卻發現那個聲音是來自台上的貝斯手克利夫·伯頓，他居然用「娃娃音踏板效果器」來彈貝斯。於是，相當佩服的兩人當場就邀請克利夫加入金屬製品。拉爾斯回憶：
| “ | 他把腰壓得很低然後瘋狂甩頭，如果不是因為親眼看見他的琴確實只有四根弦，我以為他在彈吉他。克利夫的現場演出讓我相當震驚，之後當我想到能和這樣一位貝斯手同台演出，馬上就會興奮起來。所以我跟他說，只要來金屬製品，你想怎麼彈就怎麼彈。 | ” |

克利夫一開始拒絕入團的邀約，直到12月28日才加入排練。克利夫在舊金山一片粗麻暴躁的曲風中發揮了作用，他的音樂造詣非常高，在彈奏上融合了爵士樂、藍調、南方搖滾、鄉村音樂和古典音樂等元素，極富旋律、近似吉他的曲調和「過載失真」的貝斯，使金屬製品嶄露頭角。而更大的影響是他堅持每天練琴，令慣於飲酒作樂的其他三位成員也加強了練習。拉爾斯表示：「克利夫·伯頓教會我們怎麼當好一個音樂家。我們以前從沒試過和弦和旋律，你聽〈喪鐘為誰而鳴注〉的旋律、〈以火戰火〉的前奏、〈隱入黑暗〉結尾的超級旋律，所有東西都是克利夫帶來的，這一切都源自他擁有的古典樂素養。他最早學的是古典音樂，有次他坐下來，對著我和詹姆斯努力的講解巴哈、貝多芬和柴可夫斯基，我們都聽不懂！（笑）他真的是那個時代音樂最多樣化的人，很寬廣的樂手，顯然詹姆斯和我相形見拙」。戴夫也補充說：「一個好的貝斯手應該跟隨鼓手，但榮恩老是跟著吉他手。他永遠不會彈出自己的東西，一直模仿我們。克利夫來了之後把我們帶往沒有極限的世界，他根本就是新世代的金屬奇才、鐵娘子貝斯手史提夫·哈里斯的接班人」。

## 去世

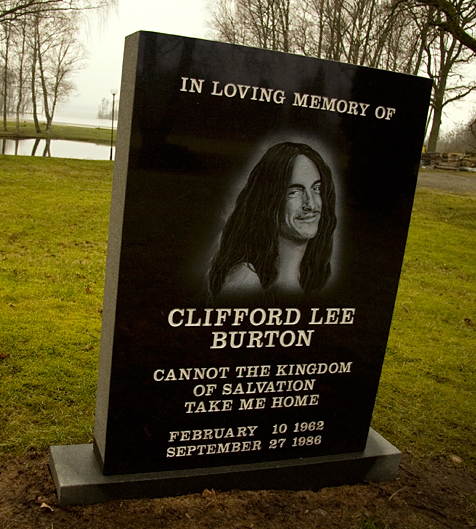
瑞典事故现场附近的纪念碑，纪念碑上铭刻着〈活着就是死〉（To Live Is to Die，收錄於1988年金属乐队專輯《法律即正義？》的歌曲）的尾段歌词

1986年專輯《傀儡之王》發行後，樂團展開破壞公司之旅。9月10日，破壞公司之旅來到英國，與炭疽一起進行第二站的歐洲行程。接著到愛爾蘭、瑞典、挪威表演。9月26日晚間，樂團從瑞典斯德哥爾摩出發，準備前往丹麥哥本哈根的次日演出。在車上，樂團成員決定抽撲克牌重選床位，克利夫抽到了黑桃王牌，搶走吉他手柯克·哈米特原本在上鋪的床位。9月27日早上7點，由於司機酗酒，巴士行駛至瑞典鄉間、靠近永比北部的途中打滑，發生嚴重的翻車意外。車輛翻滾數圈，導致克利夫在熟睡中從巴士窗戶飛出去，並遭到車身壓住。雖然當時他仍有氣息，但隨後救援隊在用纜繩拉起巴士時發生了斷裂的意外，導致他再度受重壓而當場死亡。其他三位成員沒有受到重傷，詹姆斯說：
| “ | 我看見巴士壓在他身上、只能看到他的腿伸出來，我嚇壞了。我記得司機正試圖把毯子從他身上扯下來。我跑過去大罵『他媽的別弄了！』。我已經想殺了那個司機，我不知道他是喝醉了還是因為路面結冰。我只知道他正在開車，然後害死了克利夫。 | ” |

事後，司機堅稱路面上結了透明薄冰，導致他的車輛打滑，但詹姆斯嚴正駁斥他的說詞。詹姆斯在事發後舉著啤酒，沿著公路旁邊走邊哭喊：「克利夫，你在哪裡」，一邊尋找讓車輛翻覆的薄冰，而拉爾斯和柯克則哭成一團。當時詹姆斯往回走了很長一段距離，但是都沒有發現薄冰。警方後來證實路面乾燥，且溫度高於冰點。司機被控以誤殺罪，但並沒有被定罪。克利夫的死讓其他成員感到迷茫，拉爾斯說：「克利夫的死，不只是讓我們少了個貝斯手，而是失去了靈魂」。10月7日，金屬製品在克利夫的葬禮上演奏〈獵戶座〉紀念他。而克利夫的母親則把兒子的骷髏戒指交給詹姆斯，並對他說一定要把樂團繼續做下去。前成員戴夫·馬斯泰恩從金屬製品經紀人的電話中得知噩耗，他將悲痛之情創作為〈最黑暗的時刻〉（In My Darkest Hour），放在麥加帝斯的專輯《目前很好又如何》中，並經常演唱此曲紀念他。2009年4月4日，克利夫的名字隨著金屬製品一起列入搖滾名人堂中，他的父親雷·伯頓代表他接受了榮譽。

## 作品

### 錄音室專輯
- 殺無赦（1983年7月25日）
- 風馳電掣（1984年7月27日）
- 傀儡之王（1986年3月3日）
- 法律即正義？（1988年8月25日）
  - 收錄曲〈活着就是死〉（To Live Is to Die）的貝斯錄製和口語部分是伯頓逝世後被認為是他的作品，因為它改編自生前創作的四行詩，亦因此署名為詞曲作者之一

### 影像作品
- 克利夫的一切（英语：Cliff 'Em All）（1987年11月28日）

### 試聽帶
- 皮衣人生（英语：List of Metallica demos#No_Life_.27til_Leather）（1982年7月6日）（已署名但未參與創作）
- 金屬面前請下跪（英语：Live Metal Up Your Ass#Live Metal Up Your Ass）（1982年11月29日）（已署名但未參與創作）
- 百萬大軍試聽帶（英语：Live Metal Up Your Ass#Megaforce demo）（1983年3月16日）
- 風馳電掣試聽帶（英语：Live Metal Up Your Ass#Ride the Lightning demo）（1983年10月24日）
- 傀儡之王試聽帶（英语：Live Metal Up Your Ass#Master of Puppets demos）（1985年7月14日）